# Perigord
El Perigord (en occità Peiregòrd o Perigòrd; en francès Périgord) és una comarca del nord-est d'Aquitània, Occitània, situada entre el Carcí i la Xaranta, de la qual és continuació. La capital és Perigús. Queda repartida entre els departaments francesos de Dordonya i Olt i Garona. Els seus habitants s'anomenen périgourdins en francès, mentre que el gentilici en occità és perigòrd o peiregòrd (o a vegades perigordin); i en català, perigordí o perigordès.

## Geografia / Geografia política
A part dels departaments, hi ha diferents subdivisions. Per exemple, la comarca es divideix en:
- l'Alt Perigord, amb capital a Perigús (Periguers o Peireguers en occità, Périgueux en francès); i
- el Baix Perigord, amb capital a Sarlat e la Canedat.

Una altra manera de dividir-la, potser de forma més turística, és en quatre subcomarques:
- Al nord, el Perigord verd (al voltant de Nontronh). El nom li ve dels boscos de roures clars que s'hi troben i les terres humides de prats verds.

- Al centre, el Perigord blanc (al voltant de Perigús i cap al Carcí). El nom prové del sòl calcari d'aquesta regió.

- Al sud-est, el Perigord negre (al voltant de Sarlat). Històricament la més antiga apel·lació de totes quatre, i prové dels boscos de roures anomenats verds però en realitat molt obacs, així com del color de les tòfones.[4]

- Al sud-oest, el Perigord porpra (al voltant de Brageirac). Aquesta apel·lació és la més recent (1970) i és deguda a l'expansió del turisme. El color porpre recorda les fulles de la vinya a la tardor. És el país de l'AOC vins de Bergerac amb denominacions prestigioses com els Costers de Bergerac (Côtes de Bergerac), Montravel, Monbazillac, etc. La regió s'anomena Brageiragués, i abans del 1970 formava part del Perigord Blanc.

## Economia
Els recursos principals són l'agricultura, amb conreus de cereals, fruiters i vinya. Les tòfones són una producció tradicional del Perigord. També hi ha ramaderia i avicultura, en la qual es destaca la cria d'oques i ànecs que ha donat origen a l'elaboració del foie gras i a una cuina basada en aquestes aus, com ara el magret i el confit.

## Història
Gràcies al seu clima particularment temperat i al seu relleu caracteritzat per altiplans calcaris cavats pels rius, oferint així boniques valls vorejades d'alts penya-segats que des de la prehistòria són habitats. Els vestigis de vida quotidiana dels avantpassats hi són tan nombrosos que las Eisiás de Taiac, petita ciutat a la vora de la Vesera ha estat sobrenomenada capital mundial de la prehistòria. Entre altres hi podem trobar els següents jaciments: gruta Font-de-Gaume, Las Combarèlas, Cova de la Mouthe, La Micoque, Cròs Manhon, Laugerie-Basse, Abric del Peix, totes patrimoni mundial de la UNESCO a les valls de la Vesera.
Ocupada inicialment pel poble gal dels petrocorii, sotmès pels romans, la regió fou organitzada com a comtat pels merovingis. Amb el feudalisme, depengué successivament dels ducs d'Aquitània, dels d'Angulema i dels de la Marca. La seva dinastia comtal descendia de Bosó I (mort el 968), comte de la Marca. El terme comtat per al Périgord va aparèixer sota Carlemany. El comtat era la base de les divisions territorials fetes per delimitar un "pagus", l'administració civil del qual estava encomanada a un comte nomenat per l'emperador. El primer d'ells nomenat per Carlemany, per al Périgord, va ser Wildbade l'any 778.
Aquesta possessió es limitava a alguns castells i no pogué desplegar-se perquè es trobava entre les terres que en aquell moment cobejava el rei d'Anglaterra, esdevingut duc d'Aquitània el 1152, i del rei de França, que reclamava la regió. Com a país de frontera fou saquejat moltes vegades durant la Guerra dels Cent Anys fins al 1453. Els darrers comtes de la dinastia local foren desposseïts pel rei Carles VI de França (1398), i el Perigord passà successivament a les cases d'Orleans (1400), de Penthièvre (1437) i dels Albret (1481). Enric IV el fusionà definitivament amb el domini reial.

## Llista de castells amb el seu municipi
- Castell d'Ajat - Ajat
- Castell de Baneuil - Baneuil
- Castell de Barrière - Villamblard

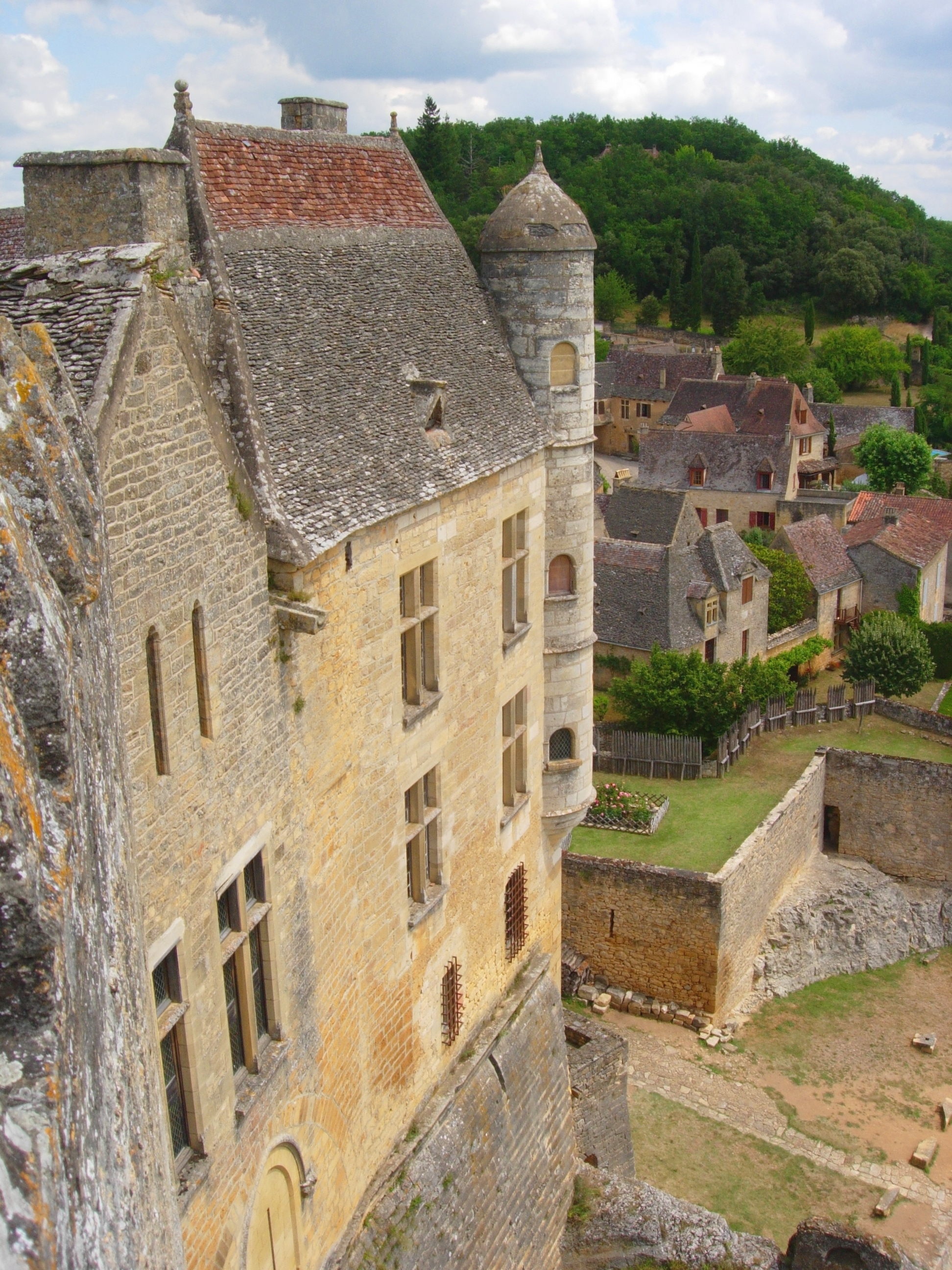
El castell de Bainac.

- Castell de Beauvais - Lussas-et-Nontronneau
- Castell de Beynac - Beynac-et-Cazenac
- Castell de Biron - Biron
- Castell de Bourdeilles - Bourdeilles
- Castell de Bruzac - Saint-Pierre-de-Côle
- Castell de Castelnaud - Castelnaud-La-Chapelle
- Castell de Chabans - Saint-Léon-sur-Vézère
- Castell de Cipières (o Lacypierre) - Saint-Crépin-et-Carlucet
- Castell de Clauzuroux - Champagne-et-Fontaine
- Castell de Commarque - Eyzies-de-Tayac-Sireuil (Les)
- Castell de Fénelon - Sainte-Mondane
- Castell de Hautefort - Hautefort
- Castell de Jumilhac - Jumilhac-le-Grand
- Castell de la Hierce - Brantôme
- Castell de la Marthonye (o La Marthonie) - Saint-Jean-de-Côle
- Castell de Lanquais - Lanquais
- Castell de l'Herm - Rouffignac-St-Cernin-de-Reilha
- Castell de Losse - Thonac
- Castell de Mareuil - Mareuil
- Castell de Mellet - Neuvic
- Castell de Mellet - Beauregard-de-Terrasson
- Castell de Monbazillac - Monbazillac
- Castell de Montaigne - Saint-Michel-de-Montaigne
- Castell de Montardy - Grand-Brassac
- Castell de Montclard (o Monclar) - Saint-Georges-de-Montclard
- Castell de Puyferrat - Saint-Astier
- Castell de Puyguilhem - Vilars
- Castell de Puymartin - Marquay
- Castell de Richemont - Saint-Crépin-de-Richemont
- Castell de Saint-Germain - Monpazier
- Castell de Sauvebœuf - Aubas
- Castell de Temniac - Sarlat-la-Canéda
- Castell de Tiregand - Creysse
- Castell de Varaignes - Varaignes
- Castell de les Bories - Antonne-et-Trigonant
- Castell de les Milandes - Castelnaud-La-Chapelle
- Castell Les Bernardières - Champeau-et-la-Chapelle-Pommie
- Castell Montréal - Issac
- Castell-L'Evêque - Issigeac